# Emil von Czettritz und Neuhaus
Emil baron von Czettritz et Neuhaus (né le 4 décembre 1801 à Artern et mort le 4 novembre 1887 à Münster) est un lieutenant général prussien.

## Biographie

### Origine
Emil est issu de la noble famille von Czettritz. Il est le fils du major général prussien Karl Heinrich von Czettritz und Neuhaus (de) (1773-1865) et de son épouse Theodora Verona Christiane Karoline, née Drosihn (mort en 1806).

### Carrière militaire
Czettritz s'engage le 1er juin 1817 dans le 11e régiment de hussards (de) de l'armée prussienne. Il y est promu sous-lieutenant en janvier 1822. Pour poursuivre sa formation, Czettritz est envoyé à l'Académie générale de guerre de 1831 à 1834. A son retour, il devient premier lieutenant le 14 janvier 1835 et continue à servir dans son régiment jusqu'à ce que Czettritz soit affecté au bureau topographique de l'état-major général à Berlin de mi-mai 1839 à décembre 1841. Le 11 janvier 1842, sa promotion au grade de Rittmeister s'accompagne de sa nomination au poste de chef d'escadron. Au bout de deux ans, Czettritz est muté à l'état-major général, où il reste jusqu'à fin décembre 1849, avant d'être brièvement utilisé comme chef adjoint de l'état-major général du 2e corps d'armée. Du 23 mars 1850 au 12 janvier 1853, Czettritz est officier d'état-major au 6e régiment d'uhlans (de). Il reçoit ensuite le commandement du 8e régiment d'uhlans et est promu lieutenant-colonel le 22 mars 1853 et colonel le 13 juillet 1854. En tant que tel, Czettritz commande le 7e régiment d'uhlans (de) à partir du 25 septembre 1855. En tant que commandant à la suite du 2e régiment d'uhlans de la Garde, Czettritz est relevé de ce commandement le 19 février 1857 et nommé commandant de la 1re brigade de cavalerie de la Garde. À partir du 18 mars 1858, il commande brièvement Breslau et est promu major général le 22 mai 1858 et nommé commandant de la 10e brigade de cavalerie à Posen. Le 10 mai 1861, il est chargé de commander la 4e division d'infanterie. Le 23 juillet 1861 Czettritz prend sa retraite, reçoit le 18 octobre 1861 le caractère de lieutenant-général et est finalement mis à disposition avec pension le 24 décembre 1861.
Pour la durée de la relation mobile pendant la guerre austro-prussienne, Czettritz est commandant de Hanovre à partir du 28 juin 1866, après l'occupation de la ville par les troupes prussiennes. Il est destitué de ce poste et décoré de l'étoile de l'ordre de l'Aigle rouge de 2e classe avec feuilles de chêne.
Czettritz est chevalier de l'Ordre de Saint-Jean et récipiendaire de l'ordre russe de Sainte-Anne de 2e classe.